# NGC 1130
NGC 1130 è una  galassia lenticolare compatta situata nella costellazione di Perseo, a una distanza di circa 281 milioni di anni luce dalla nostra Via Lattea.

## Scoperta
La galassia è stata scoperta il 17 ottobre 1855 dall'astronomo irlandese William Parsons.